# Rhönblick
Rhönblick ist eine Gemeinde in der Rhön im Landkreis Schmalkalden-Meiningen im fränkisch geprägten Süden von Thüringen. Ihre Hauptverwaltung ist im Ortsteil Helmershausen ansässig.

## Geografie

### Ortsteile
(in Klammern: Einwohnerzahlen 2021)
- Bettenhausen (708)
- Geba (57)
- Gerthausen (187)
- Gleimershausen (48)
- Haselbach (44)
- Helmershausen (557)
- Hermannsfeld (253)
- Seeba (136)
- Stedtlingen (457)
- Wohlmuthausen (223)

## Geschichte
In den Ortsteilen Bettenhausen, Hermannsfeld, Seeba und Stedtlingen gab es von 1603 bis  1681 Hexenverfolgungen. Insgesamt wurden in diesen Hexenprozessen 41 Personen angeklagt und 21 hingerichtet.
Die Gemeinde Rhönblick wurde am 1. August 1996 durch Verordnung des Innenministers des Landes Thüringen gebildet. Die Gemeinden Gerthausen, Helmershausen und Wohlmuthausen waren zuvor bereits in der Verwaltungsgemeinschaft Rhönblick zusammengeschlossen.

### Einwohnerentwicklung
In der nachstehenden Tabelle ist die Entwicklung der Einwohnerzahl seit der Gründung der Gemeinde 1996 dargestellt. Ermittelt wurden die Werte jeweils zum Stichtag 31. Dezember.
| Jahr | Einwohner |
| ---- | --------- |
| 1996 | 3161      |
| 1997 | 3182      |
| 1998 | 3156      |
| 1999 | 3130      |
| 2000 | 3137      |
| 2001 | 3131      |
| 2002 | 3117      |
| 2003 | 3079      |
| 2004 | 3056      |
| 2005 | 3008      |

| Jahr | Einwohner |
| ---- | --------- |
| 2006 | 2988      |
| 2007 | 2951      |
| 2008 | 2931      |
| 2009 | 2914      |
| 2010 | 2869      |
| 2011 | 2853      |
| 2012 | 2806      |
| 2013 | 2781      |
| 2014 | 2779      |
| 2015 | 2731      |

| Jahr | Einwohner |
| ---- | --------- |
| 2016 | 2718      |
| 2017 | 2709      |
| 2018 | 2671      |
| 2019 | 2655      |
| 2020 | 2654      |
| 2021 | 2643      |
| 2022 | 2630      |
| 2023 | 2607      |
| 2024 | 2588      |

## Politik

### Gemeinderat

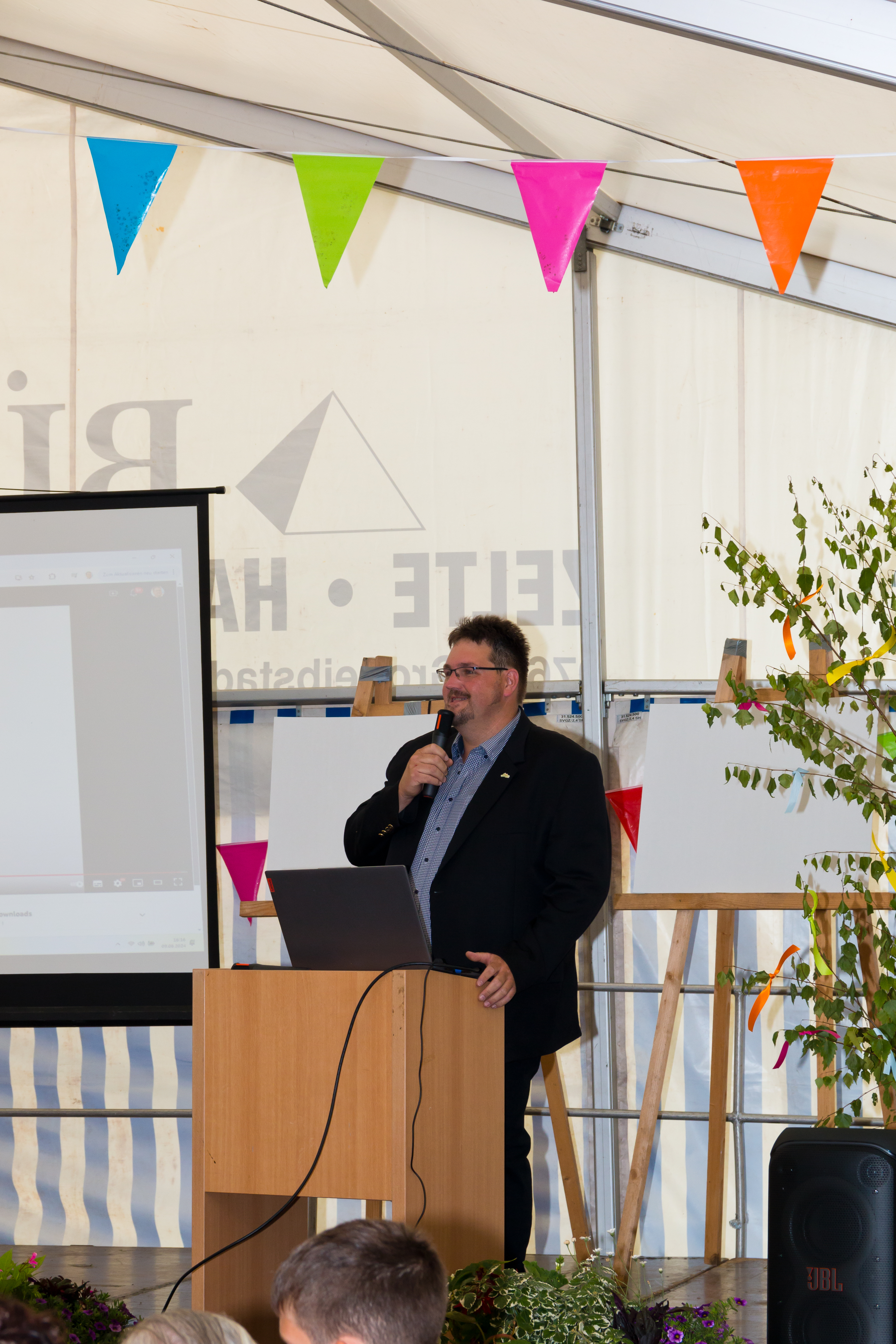
Christoph Friedrich, hier beim Jubiläum von 1150 Jahre Gerthausen

Die Kommunalwahl 2024 führte bei einer Wahlbeteiligung von 74,1 % zu folgendem Ergebnis für die Zusammensetzung des Gemeinderats:
| Partei / Liste                        | Stimmenanteil | Sitze |
| PRO Rhönblick                         | 33,8 %        | 5     |
| Wählervereinigung Stedtlingen         | 28,2 %        | 4     |
| Freie Wählergemeinschaft Bettenhausen | 23,6 %        | 3     |
| Freie Wähler Wohlmuthausen            | 7,2 %         | 1     |
| Freie Wähler Rhönblick                | 7,1 %         | 1     |

### Bürgermeister
Der seit 2014 amtierende Bürgermeister Christoph Friedrich wurde bei der Bürgermeisterwahl 2020 mit 92,4 % wiedergewählt. Sein einziger Gegenkandidat Harald Spengler erreichte 7,6 %.

## Bilder

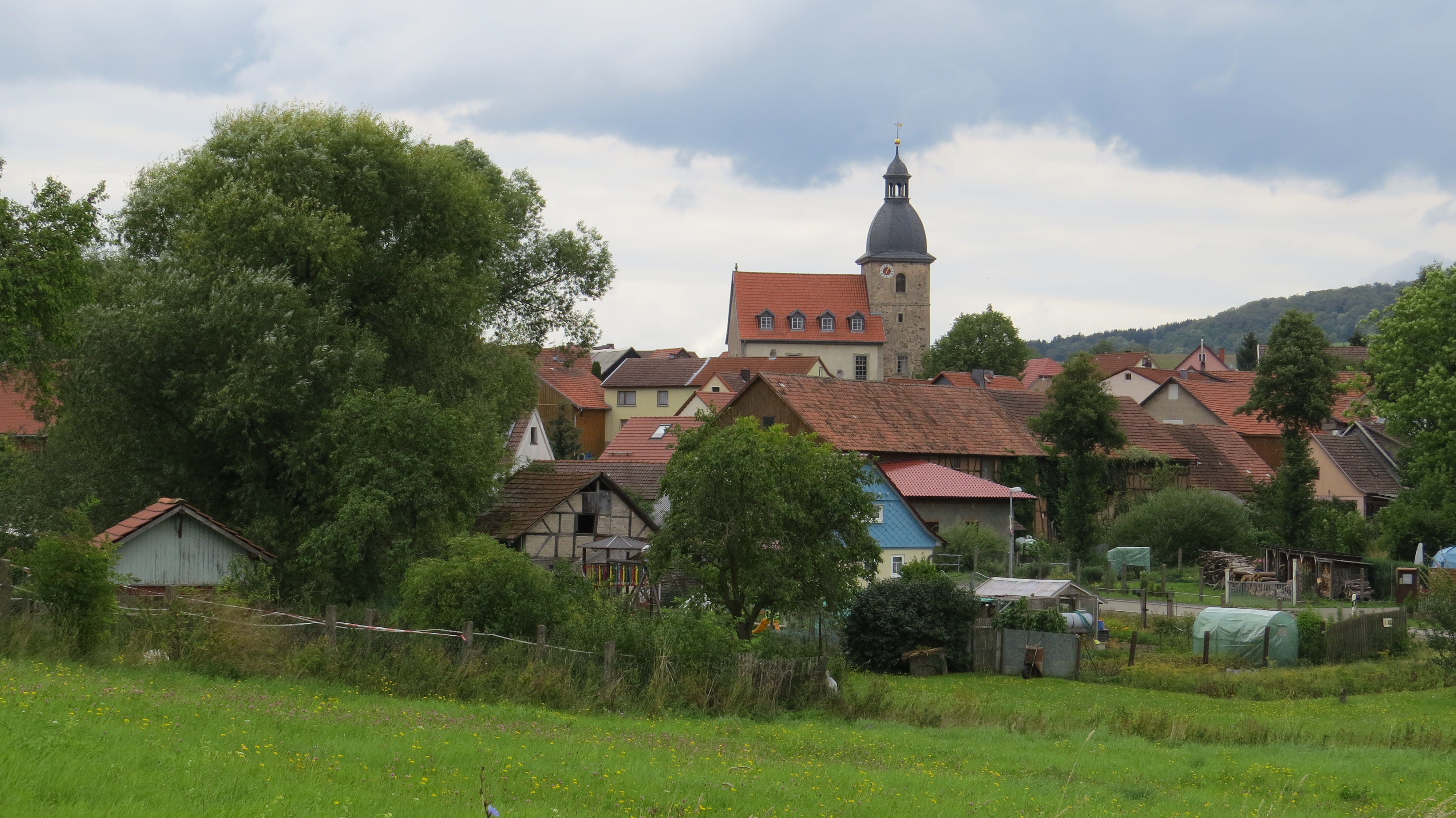
Gerthausen von Süden
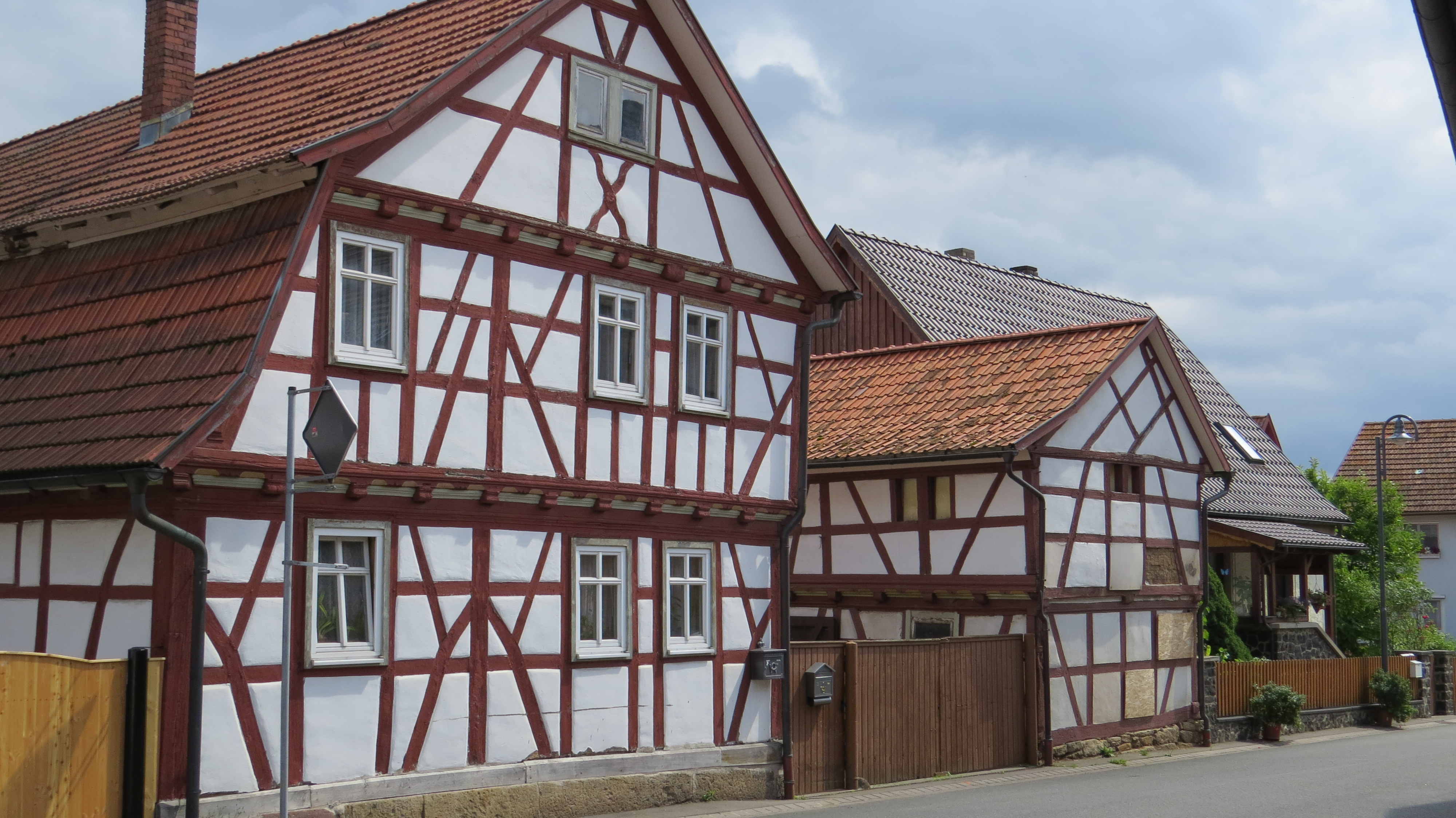
Fachwerkhäuser in Helmershausen
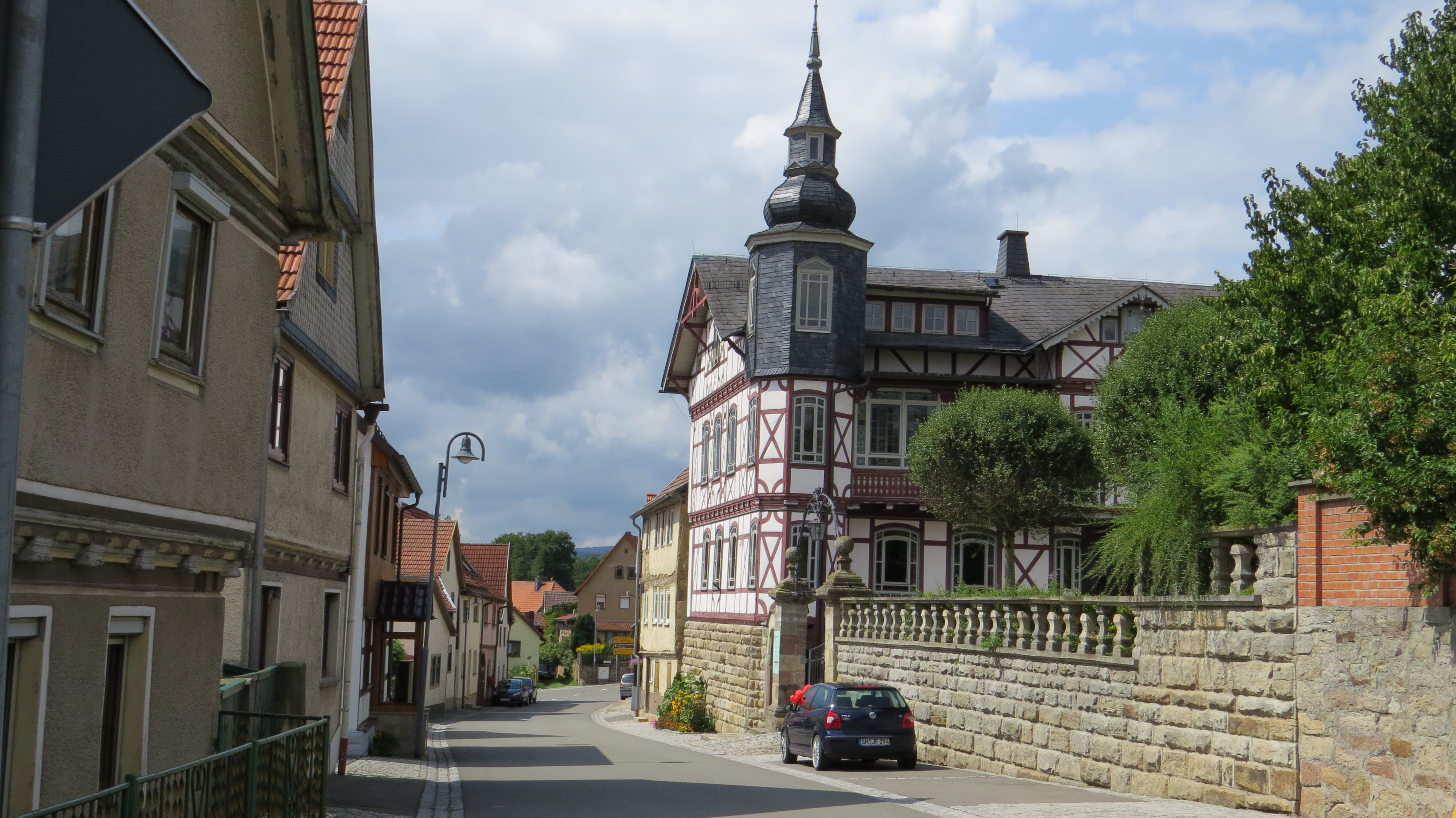
Marktgasse in Helmershausen
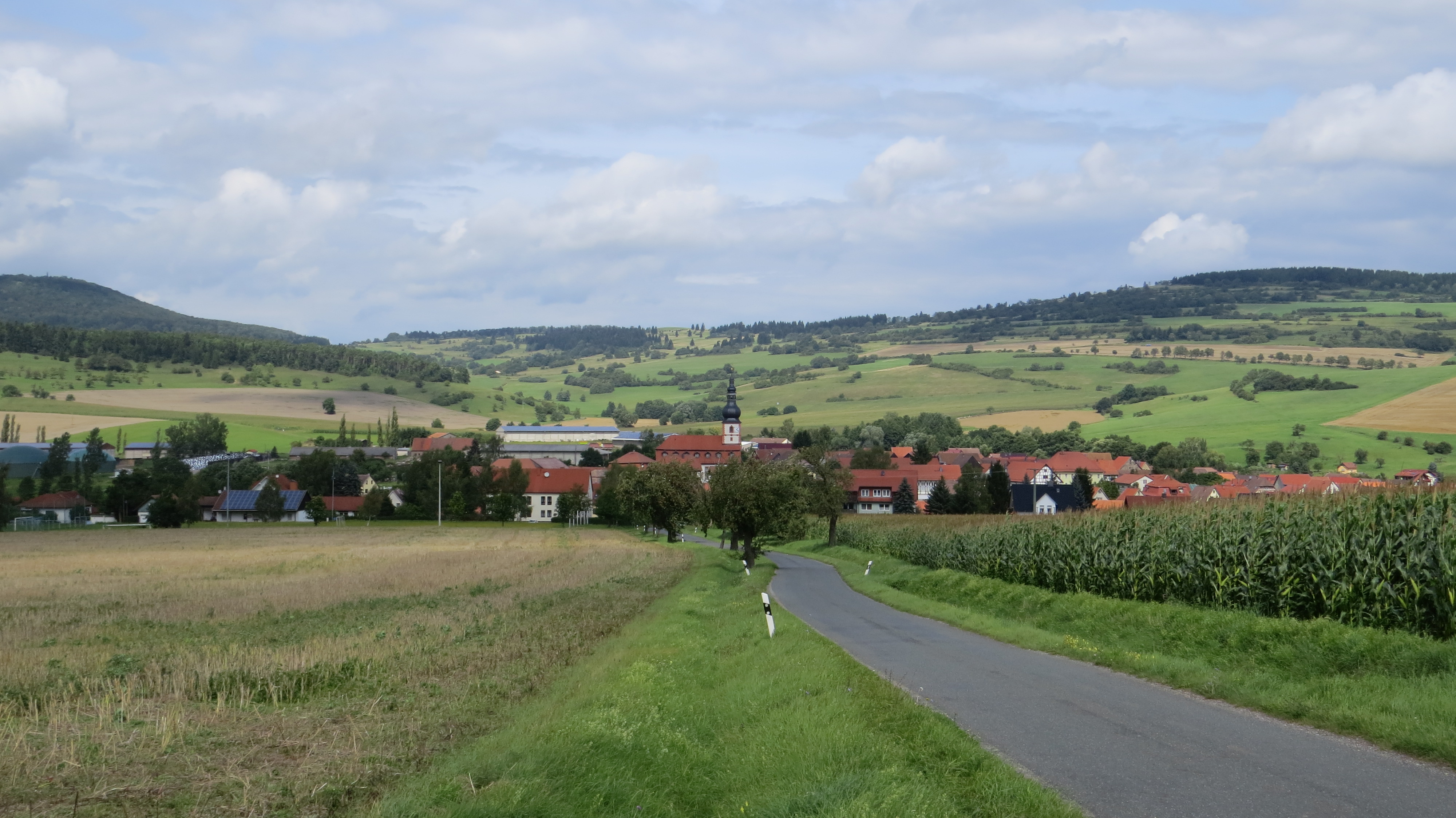
Helmershausen von Süden
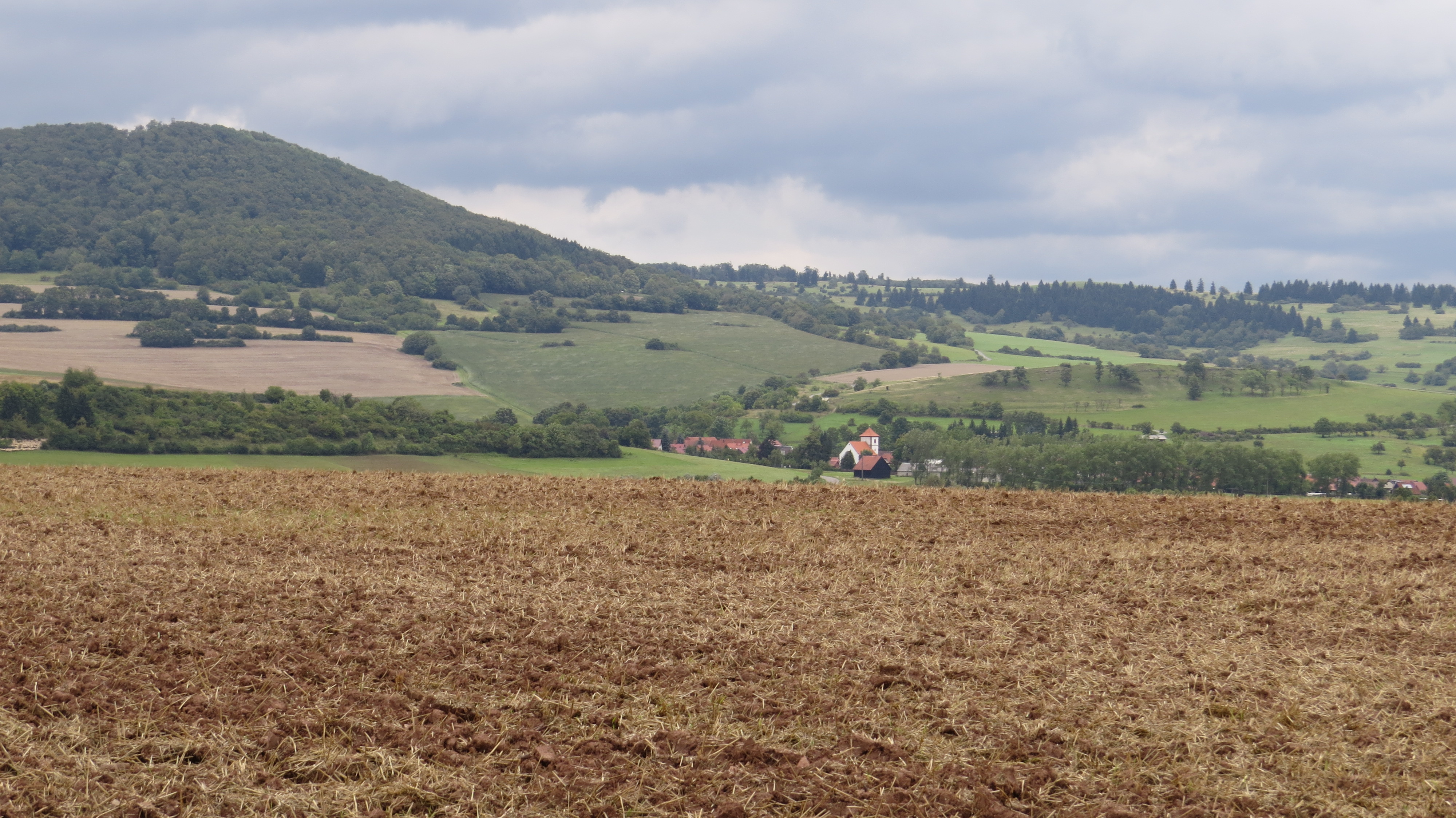
Wohlmuthausen von Südwesten
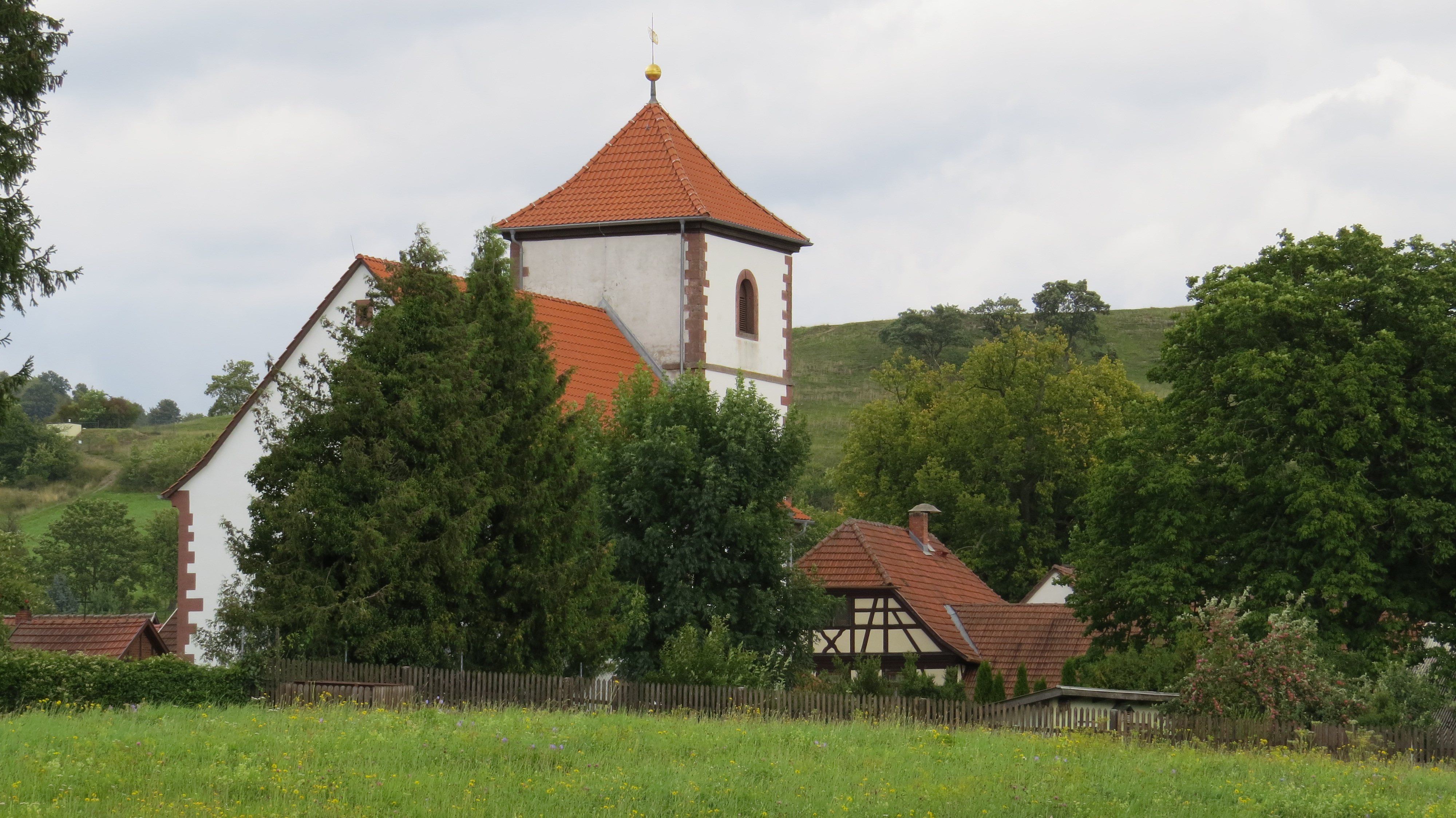
Kirche in Wohlmuthausen

## Kultur und Sehenswürdigkeiten

### Bauwerke
- Hutsburg bei Helmershausen
- Dom der Rhön (Kirche), Helmershausen
- Wehrkirche „Zum Heiligen Kreuz“ mit Ringmauer und Gadengebäuden, Bettenhausen
- Pfarrhaus (erb. 1541), Bettenhausen
- Schwarzes Schloss, Gelbes Schloss und Rotes Schloss, Helmershausen
- Kirche in Stedtlingen

### Gedenkstätten
Auf dem Friedhof des Ortsteils Hermannsfeld erinnert eine Grabstätte mit Gedenkstein an einen namentlich genannten polnischen Zwangsarbeiter, der 1944 erschossen wurde.

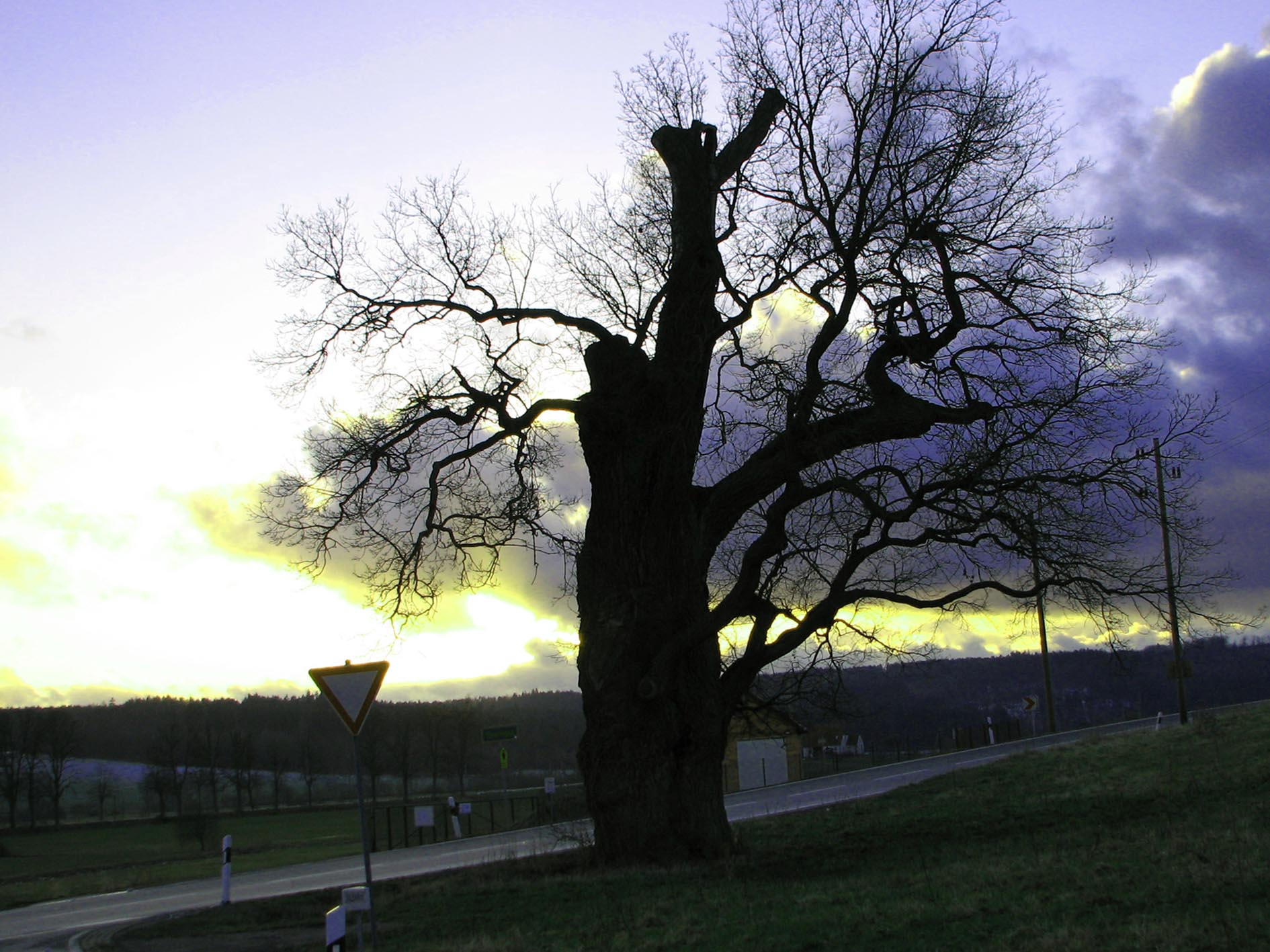
Alter Baum an einer Weggabelung in Rhönblick
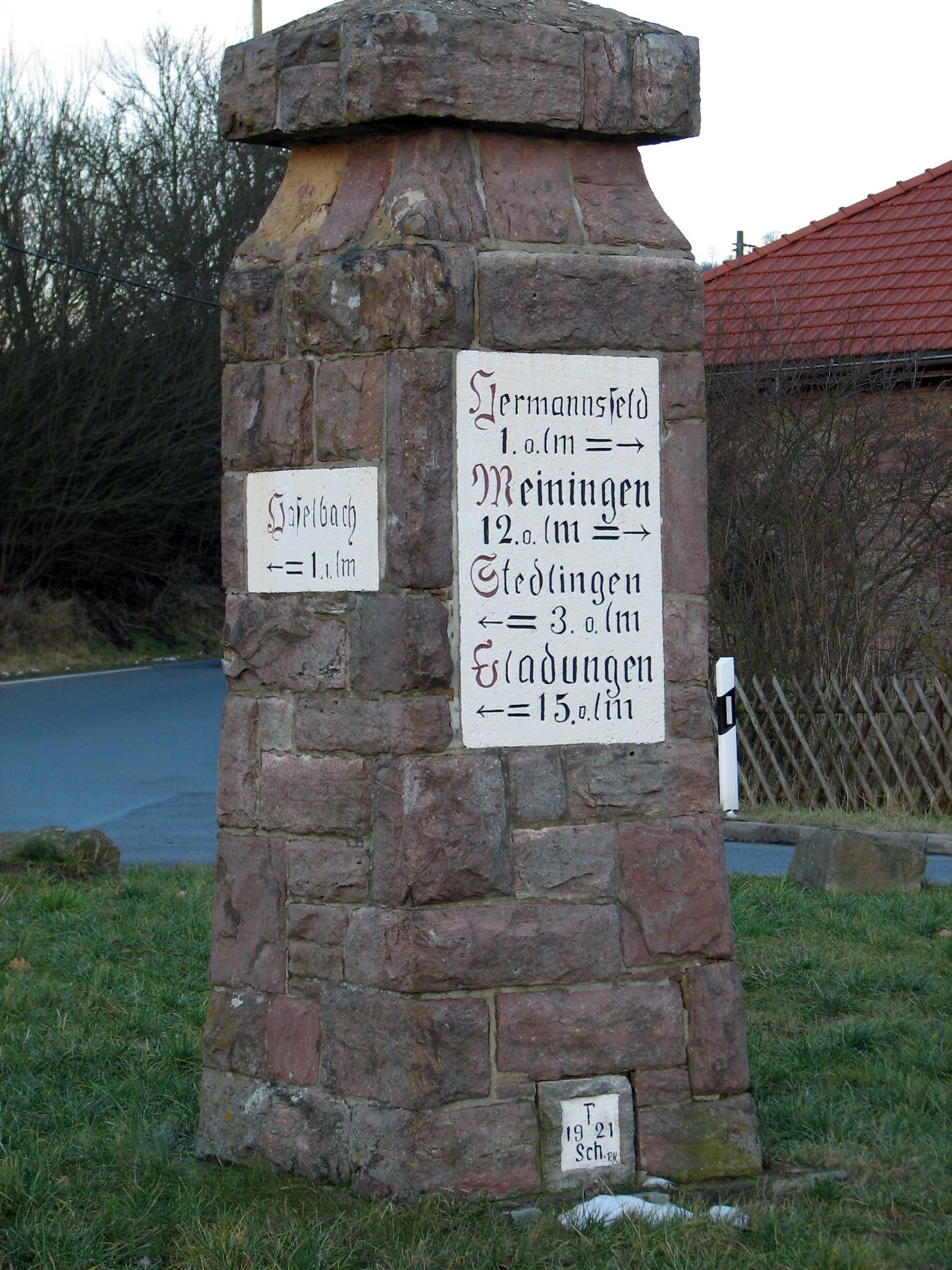
Alter Wegweiser beim Gut „Thurmgut“ (Rhönblick)